# Čertovka (Životice)
Čertovka je malá osada, jedna ze tří neoficiálních částí obce Životice v okrese Plzeň-jih. Nachází se na jih od Životic, mezi Nepomukem a Kasejovicemi, asi 43 km jihovýchodně od Plzně.
Osada leží na silnici I/20. Osada na 1. vojenském mapování zobrazená není (na mapě je zobrazen již zaniklý hostinec nacházející se o kus dál na východ od Čertovky). Na 2. vojenském mapování je již osada zobrazena pod názvem Čertowka. Z toho vyplývá, že pravděpodobně byla založena mezi těmito dvěma vojenskými mapováními, tedy na konci 18. nebo v 19. století.
V osadě je registrováno šest čísel popisných: 11, 12, 14, 38, 41 a 42. Nacházejí se zde dva kříže a pomník životickému rodákovi, letci Václavu Brejchovi (1915 – 1941), který zemřel za druhé světové války.